# Dimlama
Il dimlama, o bosma, è uno stufato della cucina uzbeka a base di carne, patate, carote, cavolo e pomodori. Esso rientra nella categoria dei qovurma, termine che indica gli stufati.
Gli ingredienti vengono brasati a fuoco lento in una pentola ben sigillata. La carne, tipicamente di montone, è posta sul fondo della pentola cuocendosi nel suo grasso assieme a cipolle, carote, patate, cavolo, aglio e a volte barbabietole.
È attestata una versione vegetariana del piatto chiamata sabzavotli dimlama.